# Philip McCord Morse
Philip McCord Morse (Shreveport, 6 de agosto de 1903 — Concord (Massachusetts), 5 de setembro de 1985) foi um físico estadunidense.
Foi administrador e pioneiro da pesquisa operacional na Segunda Guerra Mundial. É considerado o pai da pesquisa operacional nos Estados Unidos.

## Publicações
- Methods of Operations Research, 1945
- Queues, Inventories, and Maintenance and Library Effectiveness
- Quantum Mechanics, com Edward Condon)
- Methods of Theoretical Physics, com Herman Feshbach
- Vibration and Sound
- Theoretical Acoustics
- Thermal Physics
- In at the Beginnings: A Physicist's Life. Cambridge, Mass.: MIT Press, 1977